# Horacio Duarte
Horacio Duarte Olivares (Texcoco, Estado de México, 5 de noviembre de 1971) un abogado y político mexicano, afiliado al Movimiento Regeneración Nacional. Se ha desempeñado como diputado local del Estado de México de 1997 a 2000, presidente municipal de Texcoco de 2000 a 2003, diputado federal de 2003 a 2006, representante de Morena en el INE de 2014 a 2018, subsecretario en la Secretaría del Trabajo y Previsión Social de 2018 a 2020, director de la Administración de Aduanas en el SAT de 2020 a 2021 y titular de la Agencia Nacional de Aduanas de México (ANAM) en 2022, los últimos tres durante la presidencia de Andrés Manuel López Obrador y actualmente, titular de la Secretaría General de Gobierno del Estado de México.   

## Trayectoria académica
Tiene licenciatura en Derecho por la UNAM y maestro en Prevención de violencia de género por la Universidad de Salamanca.

## Trayectoria política

### Miembro del PRD
En 1987 participó en la formación del Partido Mexicano Socialista. Fundador del Partido de la Revolución Democrática (PRD) en Texcoco. Fue representante del PRD ante el Consejo General del Instituto Federal Electoral de 2005 a 2008, y representó al partido ante los órganos electorales locales del Estado de México de 1998 a 1999, en 2009 y 2011, de Nayarit en 2005 y Oaxaca en 2007. 
Fue regidor del Ayuntamiento de Texcoco del 1 de enero de 1991 al 31 de diciembre de 1993, durante la presidencia municipal de
Isidoro Burges Cuesta, secretario del mismo de 1994 a 1996 y presidente municipal del mismo municipio del 18 de agosto de 2000 al 17 de agosto de 2003.
Fue diputado local del Estado de México de 1997 a 2000 en la LIII Legislatura donde presidió la Comisión de Asuntos Constitucionales y también diputado federal de 2003 a 2006, donde fue presidente de la sección instructora y coordinador jurídico del PRD. Fue diputado local en el Estado de México en 2015.
En 2009 participó como integrante de la Comisión Política Nacional del PRD. Fue secretario Técnico de la Mesa Directiva del Senado de la República de 2009 a 2010. Se encargó del juicio de inconformidad de la Coalición Por el Bien de Todos, que impugnó los resultados de las elecciones federales de 2006 y asumió la defensa legal de Andrés Manuel López Obrador en el desafuero que realizó la Cámara de Diputados.
Fue representante de Morena ante el Consejo General del Instituto Nacional Electoral de 2014 a 2018 y Consejero Nacional de Morena de 2014 a 2018. Presidente de Morena en el Estado de México de 2015 a 2018. 
Fue diputado federal por Morena entre septiembre y diciembre de 2018.
Fungió hasta el 28 de abril de 2020 como subsecretario del Empleo en la Secretaría del Trabajo y Previsión Social. El 1 de mayo de 2020 asumió como administrador general de Aduanas, del Servicio de Administración Tributaria (SAT). El 12 de octubre de 2022 renunció al cargo para participar en la campaña electoral de Morena para las elecciones del Estado de México de 2023.